# إعلان القاهرة (1943)

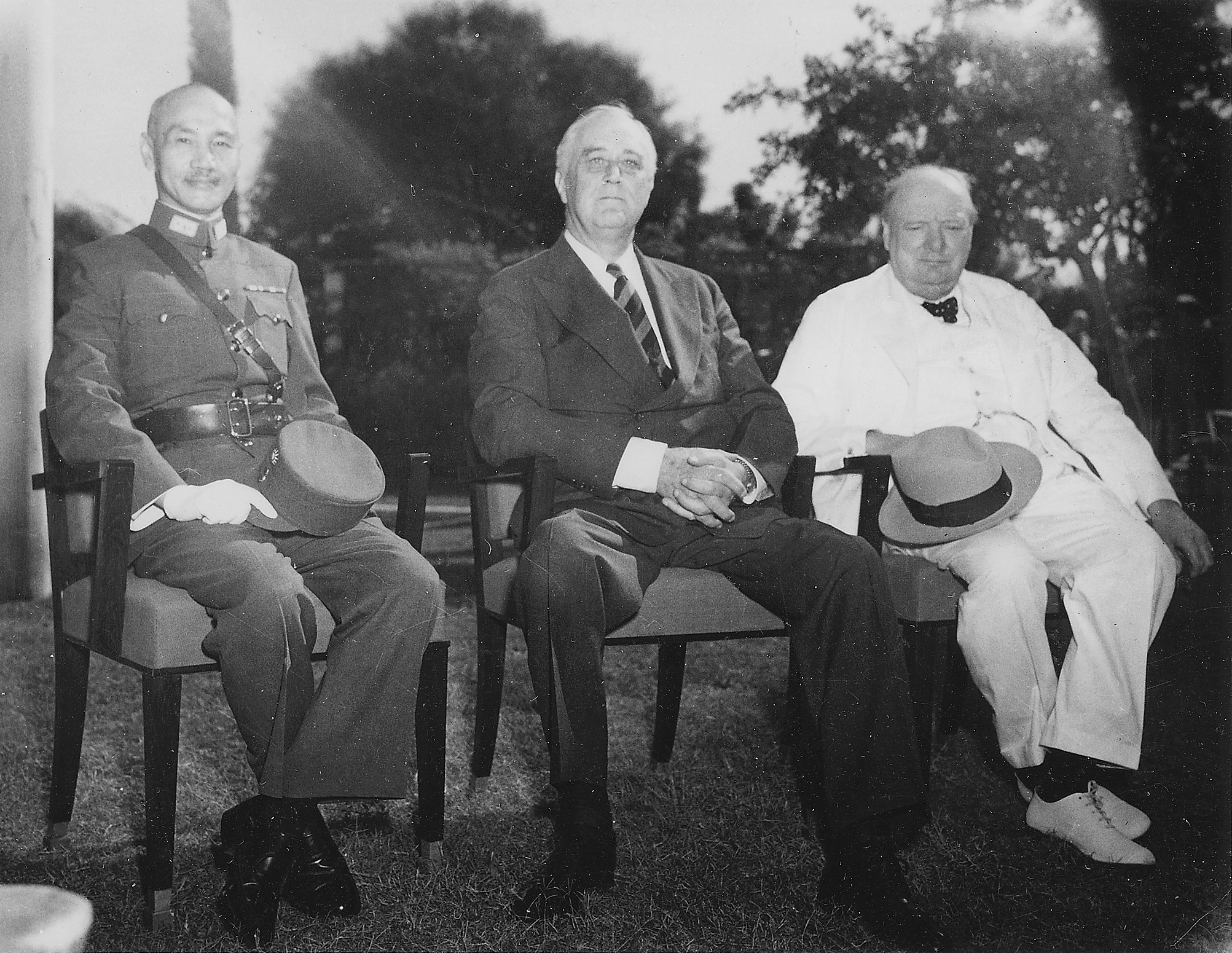
الرئيس الأمريكي روزفلت ورئيس وزراء بريطانيا تشرشل ونظيره الصيني في العاصمة المصرية القاهرة

إعلان القاهرة (بالإنجليزية: Cairo Declaration)‏ (بالصينية: 开罗宣言) هو إعلان كان من نتيجة مؤتمر القاهرة في القاهرة، مصر يوم 27 نوفمبر، 1943. الرئيس فرانكلين روزفلت رئيس الولايات المتحدة وونستون تشرشل رئيس وزراء المملكة المتحدة والقائد العام تشان كاي شيك من جمهورية الصين كانوا حاضرين . بلاغ القاهرة بث عبر الإذاعة في يوم 1 ديسمبر، 1943.

## الخلاصة
النقاط الرئيسة الواردة في الوثيقة هي:
- عزم الحلفاء على تحقيق الضغط العسكري ضد اليابان حتى الموافقة على الاستسلام غير المشروط.
- ضرورة أن تسلم اليابان الجزر التي أخذتها من جمهورية الصين بما في ذلك منشوريا وفورموزا وبسكادورز.
- كوريا تصبح حرة ومستقلة.
- إعلان القاهرة غير موقع.